# Asperitas

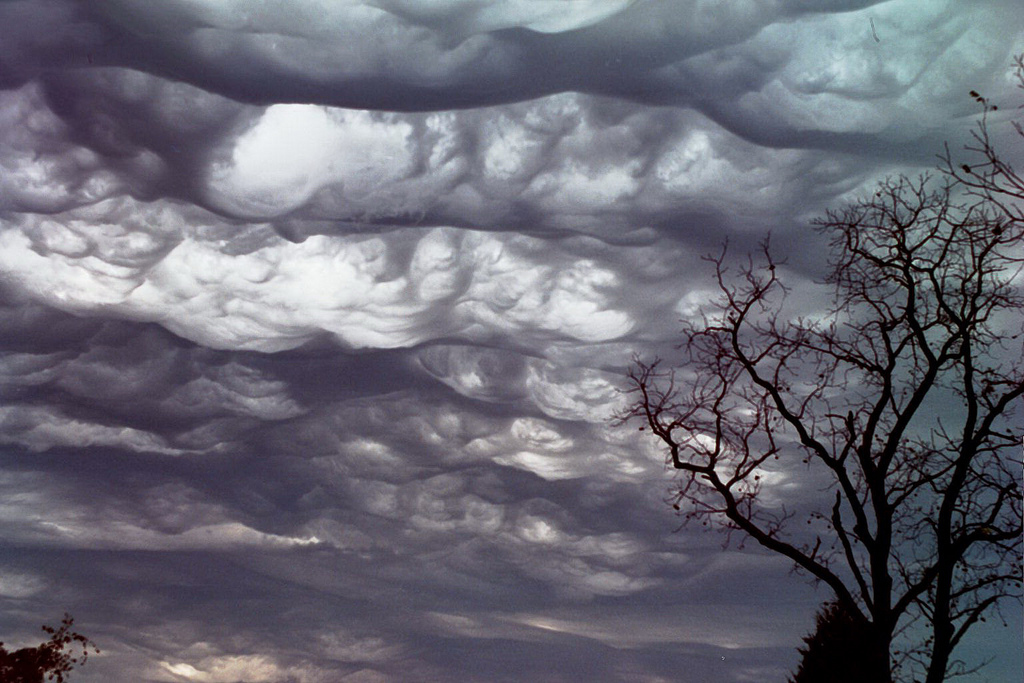
Asperitas über Missouri

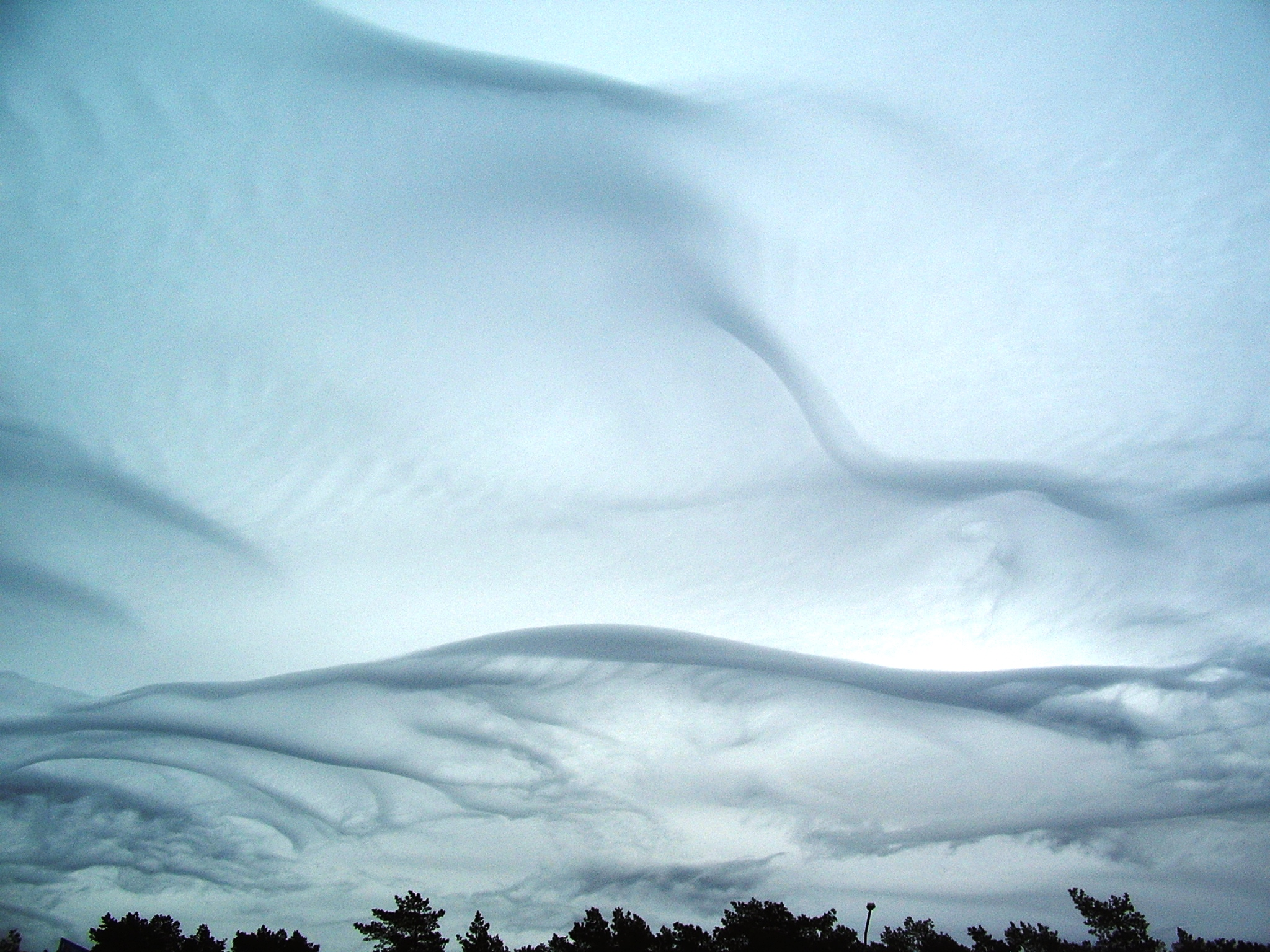
Asperitas über Tallinn

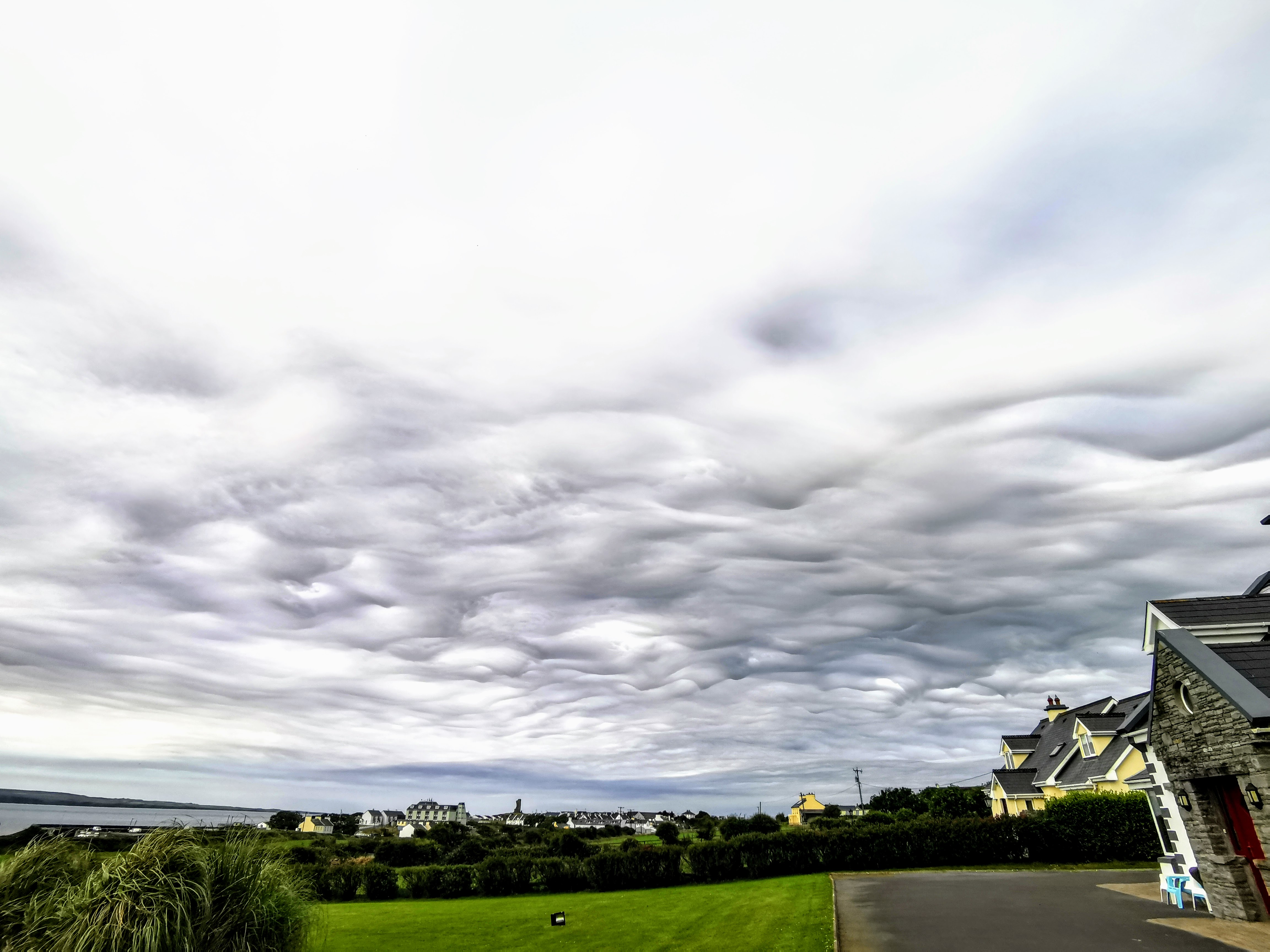
Undulatus Asperatus (28. Juli 2019 Lahinch, Irland)

Asperitas 2024-08-31 über Walburg (Hessisch Lichtenau)

Asperitas ist eine relativ seltene Sonderform von Wolken.

## Hintergrund
2009 wurde der inoffizielle Begriff Asperatus zur Aufnahme in den Internationalen Wolkenatlas der World Meteorological Organization vorgeschlagen. Der Name bedeutet übersetzt in etwa „aufgeraut“ oder „aufgewühlt“.
Margeret LeMone, Wolkenexpertin am National Center for Atmospheric Research, dokumentierte Asperitaswolken seit den 1980er Jahren und sah sie als neue Wolkenformation an.
Am 20. Juni 2006 fotografierte Jane Wiggins eine Asperitasformation aus einem Bürogebäude in der Innenstadt von Cedar Rapids, Iowa, USA.
Im Jahr 2009 stieß Gavin Pretor-Pinney, Gründer der Cloud Appreciation Society, auf das Bild und begann durch die Royal Meteorological Society die Bekanntheit der Wolkenformation zu fördern. Jane Wiggins’ Foto erschien am 4. Juni 2009 auf der Website von National Geographic. Die Royal Meteorological Society sammelte Nachweise für Wettererscheinungen, in denen sich Asperatuswolken bilden, um deren Bildung zu ergründen, um zu entscheiden, ob sie sich von anderen Undulatuswolken unterscheiden.
Die Bezeichnung Asperitas wurde am 23. März 2017, anlässlich des „World Meteorological Day“, in die Wolkennomenklatur aufgenommen.

## Auftreten
Die Wolkenformation ist vermutlich am nächsten mit der Unterart Undulatus verwandt. Obwohl sie dunkel und sturmartig erscheinen, lösen sie sich meist ohne Bildung eines Sturms auf. Die unheilvoll aussehenden Wolken erscheinen besonders häufig in den Staaten der Great Plains der USA, oft in den Morgen- oder Mittagsstunden nach konvektiver Gewitteraktivität.